# Zilda Pereira
Zilda Pereira foi uma pintora e música brasileira, nascida em Itu. Considerada uma "exímia pianista e pintora", foi estudante de Emile Rouéde. Teve destaque na cena artística e intelectual em Santos e Piracicaba, e possui uma série de obras no Museu Paulista.

## Biografia
Filha do Comendador Virgílio Pereira e de Maria Leopoldina Carneira Pereira, Zilda Pereira nasceu em 15 de outubro de meados do final do século XIX, ao passo que  encontrava-se em plena atividade artística em 1902.
Em uma publicação sobre a sociedade santista da primeira quinzena do século XX, A Fita, há uma descrição de Pereira:
"Mademoiselle Zilda Pereira - Trajando de merinó róseo, uma toalete leve, suave no tom, própria destes dias de Primavera. Blouse aberta de gola ampla e o peito em valenciennes brancas de artísticos desenhos; brodés a soutache branco. A cabeça, emoldurada por uma cabeleira onixada e bipartida ao lado, vistoso chapéu róseo, à Napoleon, ornado de fita branca e grande pluma também alva, a oscilar no brando favônio."
Considerada uma exímia pianista e pintora, Zilda Pereira foi estudante de Émile Rouède e participou do Grupo Mozart, regido por Adolfo von Sidow. Além disso, foi professora do Liceu Feminino Santista, instituição fundada  por Eunice Peregrina Caldas, em 1902, que formava mulheres para o magistério. Como professora, ensinou não apenas pintura, mas também artes decorativas, como mostra uma exposição feita por suas alunas em 1914. A pintora destacou-se na cena artística e intelectual santista e, apesar de pouco estudada, recebeu notoriedade por suas obras com temática das bandeiras e monções, que foram baseadas em desenhos de Hercule Florence e encomendadas pelo Museu Paulista.
Na publicação do dia 15 de junho de 1972 do jornal A Tribuna, edição de Santos, Daniel Bicudo comenta sobre o falecimento de Zilda Pereira. De acordo com ele, a artista havia falecido “há poucos anos” em Piracicaba. Ademais, o mesmo periódico informa, em 14 de janeiro de 1965, sobre a doação de 230 volumes de “arte em geral” para a biblioteca do Instituto Histórico e Geográfico de Santos por parte dos herdeiros de Zilda Pereira. Com base nessas informações e, em face dos poucos estudos, é possível ter uma noção aproximada do falecimento dela no início da década de 1960. 

## As obras de Zilda Pereira no acervo do Museu Paulista
Para o  Museu Paulista, Zilda Pereira realizou encomendas a pedido do então diretor da instituição, Afonso d’Escragnolle Taunay, em função das comemorações do cinquentenário de fundação do Museu. Dentre as telas de sua autoria, algumas retratam a temática das monções, viagens comerciais fluviais que ligavam Porto Feliz (São Paulo) a Cuiabá (Mato Grosso).
Como base para essas pinturas foram utilizados desenhos de Hercule Florence, que além de naturalista, inventor e fazendeiro, foi desenhista da expedição científica russa comandada pelo cônsul-barão Georg Heirich von Langsdorff e patrocinada pelo Czar Alexandre I. Curiosamente, como afirma Rodolfo Jacob Hessel, a presença da temática das monções em obras do Museu Paulista, realizadas a partir dos registros de Florence feitos entre 1822 e 1829 – quando a prática monçoeira encontrava-se em franca decadência –, representou um esforço narrativo de Taunay em exaltar o potencial paulista no contexto nacional.
Foram inspirados nos trabalhos de Florence os seguintes quadros de Pereira: Pirapora de Curuçá, 1826 (hoje Tietê); Pouso de monção à margem do Tietê, 1826; Rancho de tropeiros – São Félix, 1836; Vista de Camapuã, 1826; e Desencalhe de canoa, 1826.

## Lista de pinturas
| Imagem | Nome da obra                            | Data      | Materiais utilizados | Coleção                                             | Referência |
| ------ | --------------------------------------- | --------- | -------------------- | --------------------------------------------------- | ---------- |
|        | Vista de Camapuã,1826                   |           |                      |                                                     |            |
|        | Fazenda do Major Diogo em Batatais      | século XX | tinta a óleo         | Coleção Museu Paulista Coleção Fundo Museu Paulista | [ 18 ]     |
|        | Desencalhe de canoa, 1826               | século XX | tinta a óleo         | Coleção Museu Paulista Coleção Fundo Museu Paulista | [ 19 ]     |
|        | Jundiaí , 1860                          | século XX | tinta a óleo         | Coleção Museu Paulista Coleção Fundo Museu Paulista | [ 20 ]     |
|        | Pouso de Monção a Margem do Tietê, 1826 | século XX | tinta a óleo         | Coleção Museu Paulista Coleção Fundo Museu Paulista | [ 21 ]     |
|        | Vista de Piracicaba, 1860               | século XX | tinta a óleo         | Coleção Museu Paulista Coleção Fundo Museu Paulista | [ 22 ]     |
|        | Pirapora do Curuçá, 1826 (hoje Tietê)   | século XX | tinta a óleo         | Coleção Museu Paulista Coleção Fundo Museu Paulista | [ 23 ]     |
|        | Vista de Aparecida, 1836                | século XX | tinta a óleo         | Coleção Museu Paulista Coleção Fundo Museu Paulista | [ 24 ]     |
|        | Rancho de Tropeiros - São Félix, 1836   | século XX | tinta a óleo         | Coleção Museu Paulista Coleção Fundo Museu Paulista | [ 25 ]     |
|        | Vista de Camapua, 1826                  | século XX | tinta a óleo         | Coleção Museu Paulista Coleção Fundo Museu Paulista | [ 26 ]     |